# Herb Legionowa
Herb Legionowa – jeden z symboli miasta Legionowo w postaci herbu.

## Wygląd i symbolika

### Orzeł w koronie
Stylizowany orzeł w projekcie herbu odnosi się do tradycji legionowych oraz do godła państwowego z 1919 roku. W tym właśnie roku, na wniosek gen. Bolesława Roi, miasto otrzymało nazwę Legionowo. W miejscowych koszarach odtworzono wówczas 1 i 2 pułk piechoty, będące jednymi z pierwszych jednostek odrodzonego Wojska Polskiego. Orzeł w koronie podkreśla także wojskową tradycję miasta.

### Krzyż półtrzecia (srebrny w polu błękitnym)
Półtrzecia krzyża srebrnego należy do herbu Pilawa, którym pieczętował się ród Potockich z Jabłonny, zasłużony dla okolicznych ziem. Parcelacja części majątku dokonana przez hr. Augusta Potockiego dała początek Legionowu. Najpierw w postaci stacji kolejowej Jabłonna Nowa (1877), a następnie dzięki założeniu parku Gucin (przy stacji), garnizonu wojskowego (1892) i huty szkła (1897). Parcelacja dokonana przez Maurycego Stanisława Potockiego w okresie międzywojennym dała początek głównej, cywilnej części miasta (otoczenie Rynku Miejskiego, Legionowo Przystanek, III Parcela).

### Barwy
Błękit – tło wokół krzyża półtrzecia – nawiązuje do herbu Pilawa. Symbolizuje pokój, a w chrześcijaństwie oznacza pobożność maryjną.
Biel – kolor orła – i czerwień – tło wokół orła – symbolizują barwy narodowe, a w przypadku Legionowa podkreślają szczególne znaczenie osady w okresie tworzenia niepodległego państwa polskiego.